# Monastère de Dariali
Le monastère des archanges Michel et Gabriel de Dariali (en géorgien დარიალის სამონასტრო კომპლექსი) est un monastère chrétien fondé au XXIe siècle dans la passe de Darial, à la frontière entre la Géorgie et la Russie.

## Description
Situé sur la route militaire géorgienne en vue du poste frontière géorgien avec la Russie, le monastère se conforme au canon de l'architecture géorgienne religieuse. Le complexe monastique est voulu comme symbole de paix entre les deux pays selon le patriarche Élie II.
Une église à croix inscrite domine la passe, devant un logement pour les moines et pèlerins.

## Annexe
1. ↑  (ka) « დარიალის ხეობაში სამონასტრო კომპლექსი იკურთხა », sur ambioni.ge,‎ 25 septembre 2011 (consulté le 11 novembre 2019).